# Ringoling
Ringoling är ett tv-program som sänds dagtid i TV3, TV6 samt TV8. Programmet består av en klurig tävling där tittarna kan ringa ett betaltelefonnummer för att delta, gissa svaret och ha chansen att vinna pengar. Programmet startade 15 februari 2010 och sände under de första veckorna även på natten. Programmet gjorde uppehåll 17 maj 2010 och det är oklart om och när det kommer fortsätta.
Presentatörer för programmet är Evelina Simonaho, Amanda Malm och Shvan Aladin.